# Forte San Mattia
Forte San Mattia, originariamente chiamato Werk San Mattia, è una fortificazione posta sulle colline a nord di Verona, parte del complesso sistema difensivo cittadino e più in particolare del settore dei forti collinari e dei forti avanzati di pianura, messo in opera tra 1837 e 1843. La struttura fortificata fu realizzata nel 1843 e i lavori furono diretti dal direttore del Imperiale Regio Ufficio delle Fortificazioni di Verona, il maggiore generale tedesco Franz von Scholl, insieme al suo allievo Michael von Maly.

## Descrizione

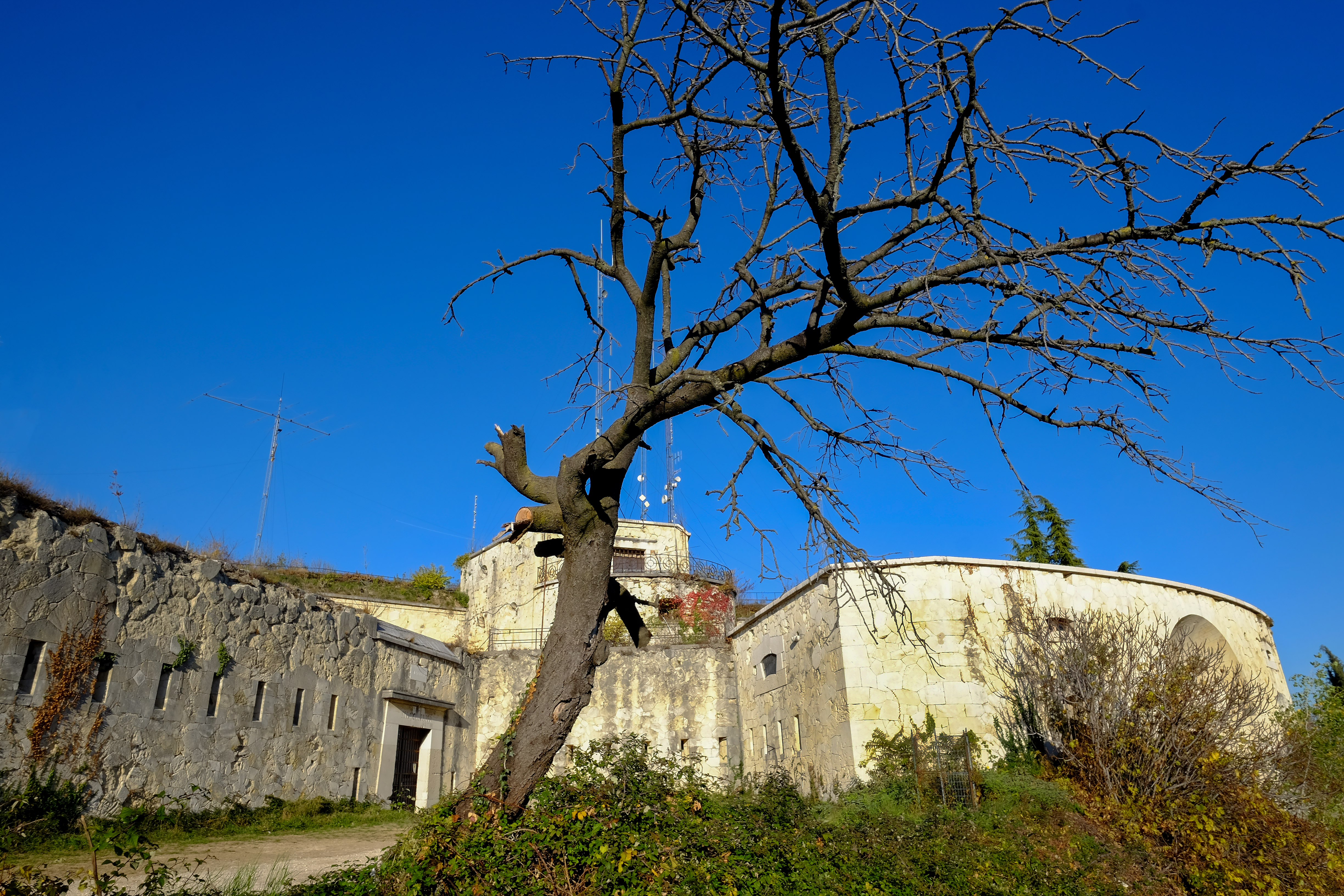
Il forte in una fotografia ravvicinata, con l'ingresso protetto dalle posizioni di fucileria

Posto sull'altura più eminente che domina la città a settentrione, in prossimità della chiesetta di San Mattia, il forte omonimo è al centro del campo trincerato collinare. Il settore di tiro principale delle sue artigliere batte, verso settentrione, il versante collinare che scende verso Avesa e l'antistante crinale, incrociando il fuoco con le due torri Massimiliane più prossime, al fine di interdire l'aggiramento della piazzaforte da nord.
La forma irregolare del forte è tipica della fortificazione di montagna. L'impianto planimetrico, molto articolato per l'adattamento al sito, è riconducibile alla lunetta con fronte principale. Il fronte di gola è composto da un muro a feritoie più volte ripiegato, a formare due recinti: il primo, d'ingresso, col tamburo difensivo; il secondo con la batteria casamattata rivolta verso la Valdonega.
Sul fronte principale si distingue il grande ridotto casamattato, con pianta lineare spezzata, a saliente, che si eleva su uno, due o tre piani, adattandosi la base dell'opera al profilo del crinale. Oltre al ricovero della guarnigione, l'opera è ordinata per artiglierie in casamatta e per fucileria. Davanti al ridotto, sul terrapieno, erano stabilite le postazioni di artiglieria a cielo aperto. Al centro della facciata retrostante sporge il corpo scala trilatero, arrotondato. Il fossato asciutto, difeso dalla caponiera centrale, collegata dalla poterna, separa il forte dalla collina antistante, rivestita dal muro di controscarpa e modellata alla sommità nella forma geometrica dello spalto, per il tiro radente delle artiglierie.
Tutti i paramenti murari del forte sono a conci di tufo con apparecchio a opus poligonale. L'accurata esecuzione tecnico-costruttiva, assieme alla perfezione geometrica d'insieme possono qualificare quest'opera come un capolavoro dell'arte fortificatoria di tutti i tempi. In essa si riconoscono il talento architettonico di Michael von Maly, allievo prediletto di Franz von Scholl. Il forte, infatti, esemplifica l'attitudine dei progettisti absburgici al tema dell'ambientazione, della fusione tra architettura e paesaggio: consapevoli che le fortificazioni collinari e montane fossero situate in posizioni di particolare interesse visivo, studiavano attentamente le complesse relazioni paesaggistiche sia per ragioni funzionali, balistiche, di reciproco fiancheggiamento, sia per la loro cultura, appartenente a pieno titolo al romanticismo mitteleuropeo. Il fronte principale, direttamente esposto alle offese, assumeva quindi carattere mimetico; il fronte di gola, nel settore più protetto, assumeva invece una connotazione figurativa geometrica e monumentale, tanto che vi si impone una grande nicchia-cannoniera, aperta sulla città come se fosse un arco trionfale.

## Armamento
L'armamento della fortificazione consisteva in:
- 4 cannoni da 9,5 cm con anima rigata ad avancarica
- 4 cannoni con anima liscia

Riserve di munizioni: 1 polveriera per 8 500 kg.

## Presidio di guerra
Il presidio in caso di guerra della fortificazione consisteva in:
- 342 fanti
- 26 artiglieri

Era inoltre possibile disporre un presidio di emergenza di 500 uomini.